# Clitellaria bergeri
Clitellaria bergeri är en tvåvingeart som först beskrevs av Pleske 1925.  Clitellaria bergeri ingår i släktet Clitellaria och familjen vapenflugor. Inga underarter finns listade i Catalogue of Life.